# سندی جاردین
سندی جاردین (انگلیسی: Sandy Jardine؛ ۳۱ دسامبر ۱۹۴۸ – ۲۴ آوریل ۲۰۱۴) یک بازیکن فوتبال اهل اسکاتلند بود.